# Герасименко Сергій Володимирович
Сергій Володимирович Герасименко (12 березня 1990, с. Водяне, Дніпропетровська область — 19 квітня 2022, Донецька область) — старший солдат підрозділу Збройних Сил України, учасник російсько-української війни, який загинув під час російського вторгнення в Україну.

## Життєпис
Народився 12 березня 1990 року в селі Водяному Софієвського району на Дніпропетровщині.
Мешкав в м. Теребовлі на Тернопільщині.
У 2016 році під час мобілізації добровільно прибув до військкомату та уклав контракт зі Збройними Силами України, який поновив у 2020 році. 
Загинув 19 квітня 2022 року на Донеччині.
Похований 21 квітня 2022 року в м. Теребовлі Тернопільської області.